# A zöld sárkány gyermekei
A zöld sárkány gyermekei 2010-ben forgatott és bemutatott magyar filmdráma, melynek rendezője Miklauzic Bence, főszereplői Rátóti Zoltán, Yu Debin és Bánfalvi Eszter voltak, forgalmazója a Mythberg Films volt.

## Cselekmény
A magyar főszereplő ingatlanügynökként dolgozik, bár utálja a munkáját, ráadásul enyhébb pszichés gondokkal – pánikbetegséggel – is küzd. Legújabb megbízása egy kínai árukkal telepakolt raktárépület eladása, ennek viszont sem a kínai bérlő nem örül, sem az az ugyancsak kínai beosztottja, aki annyi ideje őrzi már a helyet és az árukészletet, hogy  kezdi egészen a maga birodalmának érezni az egész raktárat. Az ingatlanügynök és a kínai őr innentől sajátos játszmába kezd, melynek során mindketten többféle motiváló impulzust [esetenként fenyegetést] kapnak azzal a céllal, hogy tegyenek eleget a velük szemben támasztott elvárásoknak – vagyis az ügynök annak, hogy mielőbb intézze el az épület kiürítését, az őr pedig annak, hogy ezt meggátolja. A bonyodalmakat – szinte természetes módon – tetézi egy nő felbukkanása is, akibe rövid időn belül mindkét küzdő fél belebonyolódik.

## Közreműködők

### Szereplők
- Máté János, ingatlanügynök: Rátóti Zoltán
- Wu, a raktár őrizetével megbízott kínai alkalmazott: Yu Debin
- Regina: Bánfalvi Eszter
- Béla: Lengyel Ferenc
- Szabics: Egyed Attila
- Wang: Shan Yu Tio
- Szemüveges férfi: Thuróczy Szabolcs
- Andersson: Uwe Lauer

### Alkotók
- Rendező: Miklauzic Bence
- Forgatókönyvíró: Miklauzic Bence, Maruszki Balázs
- Zeneszerző: Hammer Zsolt, Jávorka Ádám
- Operatőr: Vecsernyés János
- Jelmeztervező: Ferencz Zsófia
- Producer: Berger József
- Vágó: Barsi Béla
- Hang: Madaras Attila

## Kritikák, ismertetések a filmről
- Lukácsy György: Kínai, magyar – két jóbarát. Heti Válasz, 2011. április 14. Hozzáférés: 2023. április 12.
- Szalay Dorottya: Egyszerűen, őszintén. Filmtett.ro, 2011. április 11. Hozzáférés: 2023. április 12.
- Dobi Ferenc: Úton – menekültek a mozivásznon. Port.hu, 2015. január 26. Hozzáférés: 2023. április 12.